# Storsjön (Möklinta socken, Västmanland)
Storsjön är en sjö i Sala kommun i Västmanland och ingår i Dalälvens huvudavrinningsområde. Sjön har en area på 3,18 kvadratkilometer och ligger 61,1 meter över havet. Sjön avvattnas av vattendraget Storån.

## Delavrinningsområde
Storsjön ingår i det delavrinningsområde (666220-153984) som SMHI kallar för Utloppet av Storsjön. Medelhöjden är 66 meter över havet och ytan är 10,36 kvadratkilometer. Räknas de 10 avrinningsområdena uppströms in blir den ackumulerade arean 79,84 kvadratkilometer. Storån som avvattnar avrinningsområdet har biflödesordning 2, vilket innebär att vattnet flödar genom totalt 2 vattendrag innan det når havet efter 117 kilometer. Avrinningsområdet består mestadels av skog (23 procent) och jordbruk (36 procent). Avrinningsområdet har 2,87 kvadratkilometer vattenytor vilket ger det en sjöprocent på 27,7 procent. Bebyggelsen i området täcker en yta av 0,67 kvadratkilometer eller 7 procent av avrinningsområdet.